# EMD GP35

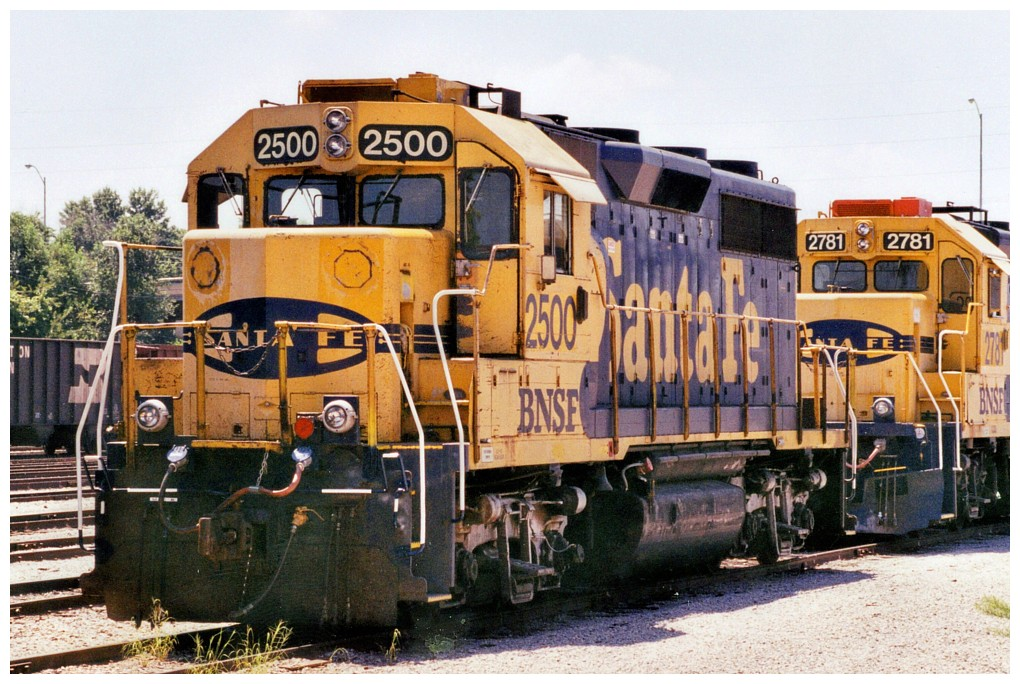
EMD GP35 n°2500 du Burlington Northern Santa Fe

Les EMD GP35 sont une série de locomotives diesel-électriques à quatre essieux construites par General Motors Electro-Motive Division aux États-Unis entre juillet 1963 et décembre 1965 et par General Motors Diesel au Canada entre mai 1964 et janvier 1966. La puissance de cette locomotive est fournie par un moteur EMD 567D3A turbocompressé à 16-cylindres qui génère 2 500 ch (1 860 kW). 
1251 exemplaires de cette locomotive ont été construits pour des compagnies des États-Unis, 26 ont été construits pour des compagnies du Canada et 57 ont été construits pour des compagnies du Mexique.
Une version munie du même châssis et du même moteur sans turbocompresseur sera construite simultanément, mais ces locomotives dénommées EMD GP28, ne se vendront qu'à 31 exemplaires, dont 16 aux États-Unis.
Beaucoup de compagnies de chemin de fer ont échangé des machines Alco et des unités F de EMD contre des GP35, réutilisant ainsi les bogies et les moteurs de traction. C'est notablement le cas pour le Ann Arbor Railroad, le Gulf, Mobile and Ohio Railroad, le Southern Railway (en partie) et le St-Louis-San Francisco Railway (en partie).
En outre, fidèles à une tradition qu'ils n'abandonneront qu'à la fin des années 1980, le Norfolk & Western Railway et le Southern Railway commanderont des locomotives munies de nez (petit capot avant) hauts.

## Acheteurs originaux

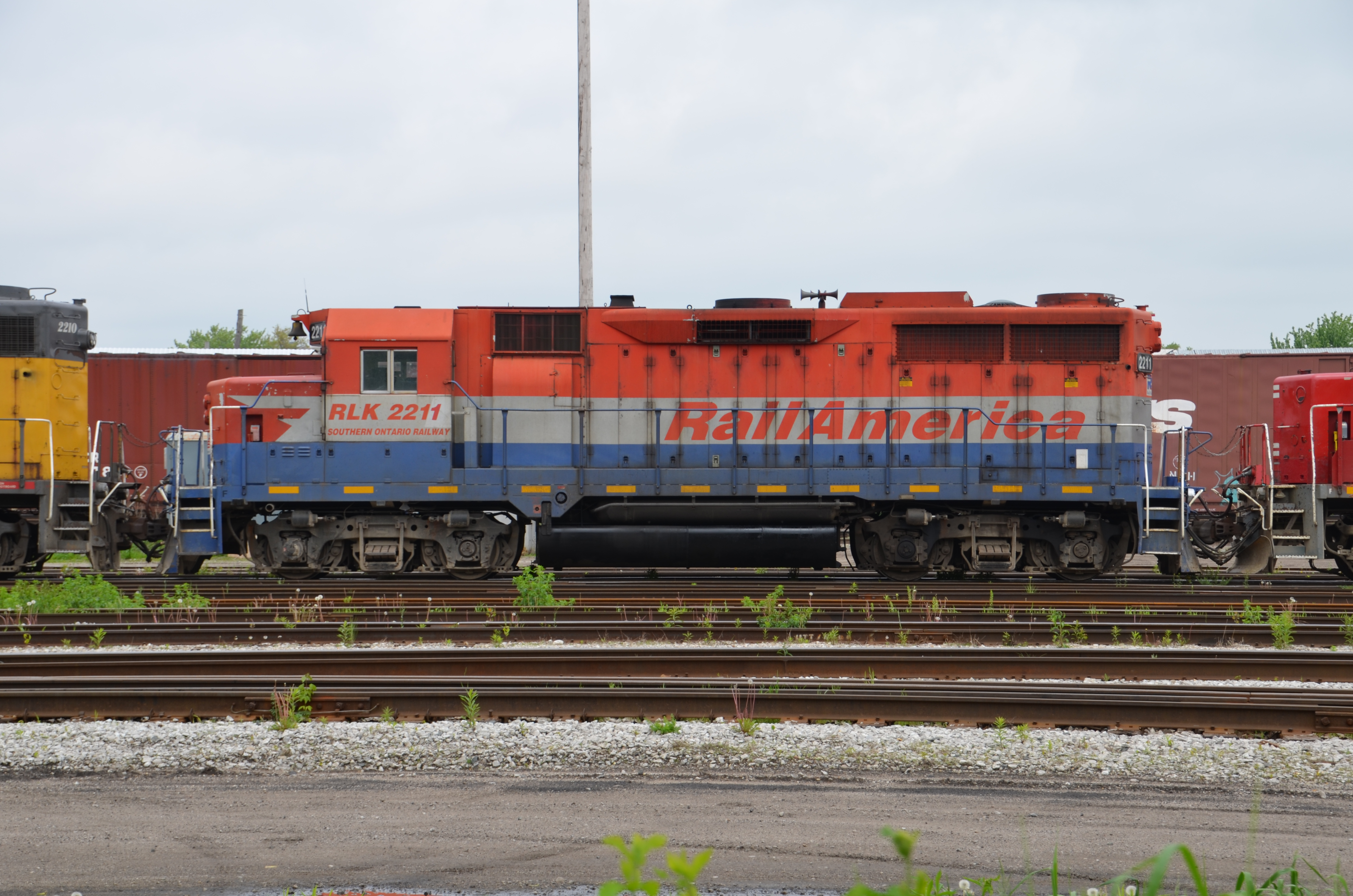
une GP35 de RailAmerica au Canada en 2011
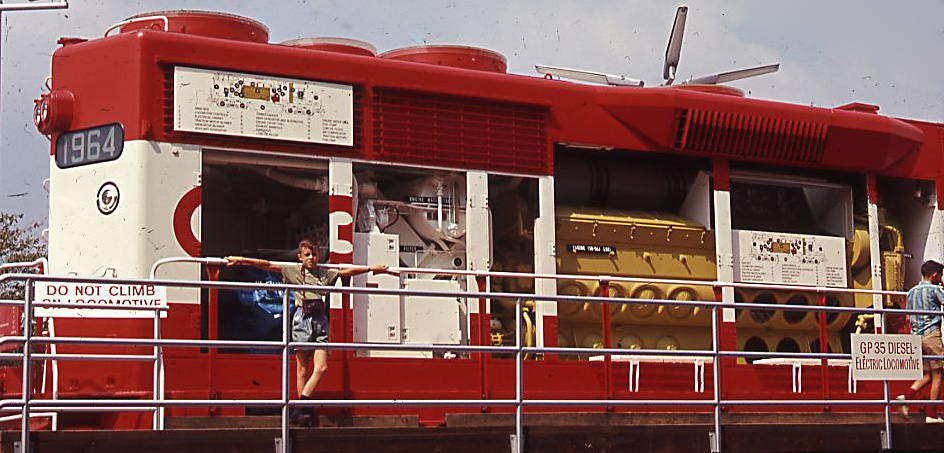
moteur EMD 567 de la GP35 exposée à New York en 1964

| Compagnie                                         | Quantité | Numéros                                     | Notes |
| ------------------------------------------------- | -------- | ------------------------------------------- | --- |
| Alaska Railroad                                   | 3        | 2501–2503                                   | |
| Ann Arbor Railroad                                | 10       | 385–394                                     | Bogies type B |
| Atchison, Topeka and Santa Fe Railway             | 161      | 1300–1460                                   | Renumérotées 3401-3460 puis reconstruites en GP35u |
| Atlantic Coast Line Railroad                      | 6        | 909–914                                     | Transférées au Seaboard Coast Line, numéros 1400 à 1405 |
| Baltimore and Ohio Railroad                       | 41       | 3500–3519, 3540–3559, 3581                  | |
| Canadien National                                 | 2        | 4000–4001                                   | Renumérotées 9300 et 9301 |
| Canadien Pacifique                                | 24       | 8202–8213, 5014–5025                        | Les 8202 à 8213 renumérotés 5002 à 5013, les 5024 et 5025 sont des dernières GP35 construites                                                                                     |
| Chesapeake and Ohio Railway                       | 42       | 3520–3539, 3560–3575                        | |
| Chesapeake and Ohio Railway                       | 42       | 3045, 3047                                  | Reconstruits à partir d'une EMD GP30 détruite par un accident ; renumérotées 3583 et 3584                                                                                         |
| Chesapeake and Ohio Railway                       | 42       | 3537 (second), 3563 (second), 3574 (second) | Reconstruits à partir de GP35 accidentées |
| Chesapeake and Ohio Railway                       | 42       | 3582                                        | Reconstruit à partir d'une EMD GP7 accidentée |
| Chicago, Burlington and Quincy Railroad           | 22       | 978–999                                     | Transférés au Burlington Northern, numéros 2524 à 2545 |
| Chicago and Eastern Illinois Railroad             | 31       | 242–259                                     | Transférées au Missouri Pacific Railroad, numéros 650 à 667 |
| Chicago and Eastern Illinois Railroad             | 31       | 260–272                                     | Transférés au Missouri Pacific Railroad, numéros 668 à 680 puis au Louisville and Nashville Railroad, numéros 1116 à 1128                                                         |
| Chicago, Milwaukee, St. Paul and Pacific Railroad | 12       | 360–371                                     | Renumérotées 1500 à 1511 |
| Chicago and North Western Railway                 | 43       | 824–866                                     | Les 824 et 825 remplacent des EMD GP9 détruites par accident |
| Chicago, Rock Island and Pacific Railroad         | 34       | 300–333                                     | |
| De Queen and Eastern Railroad                     | 1        | D-6                                         | |
| Denver and Rio Grande Western Railroad            | 22       | 3029–3050                                   | |
| Detroit, Toledo and Ironton Railroad              | 8        | 350–357                                     | |
| Erie Lackawanna Railroad                          | 36       | 2551–2586                                   | Transférés à Conrail 3657, numéros 3657 à 3692 |
| Great Northern Railway                            | 24       | 3017–3040                                   | Transférés au Burlington Northern, numéros 2500 à 2523 |
| Gulf, Mobile and Ohio Railroad                    | 48       | 601–648                                     | Bogies type B ; transférées au Illinois Central Gulf Railroad, numéros 2501 à 2543                                                                                                |
| Louisville and Nashville Railroad                 | 17       | 1100–1115, 1101 (second numéro)             | 1101 (second numéro) reconstruit sur la base d'une GP35 accidentée |
| Missouri Pacific Railroad                         | 50       | 600–614, 640–649                            | Provenant du Texas and Pacific Railway |
| Missouri Pacific Railroad                         | 50       | 615–639                                     | |
| Ferrocarriles Nacionales de México                | 55       | 8200–8254                                   | Les 8215 à 8229 ont un nez haut avec générateur de vapeur. |
| New York, Chicago and St. Louis Railroad          | 1        | 910                                         | Reconstruite à partir d'une GP9 détruite. Transférée au N&W, n°2910 |
| New York Central Railroad                         | 31       | 6125–6155                                   | Renumérotées 2369 à 2399 ; numéros conservés par le Penn Central et Conrail. La6155 était l'ex-EMD n°1964 « Foire internationale de New York 1964-1965 », ex prototype EMD n°5661 |
| Norfolk and Western Railway                       | 69       | 200–239, 1309–1328                          | |
| Norfolk and Western Railway                       | 69       | 1300–1301                                   | Nez bas, commandées par le Pittsburgh and West Virginia Railway |
| Norfolk and Western Railway                       | 69       | 1302–1308                                   | Nez bas, commandés par le Wabash Railroad |
| Pennsylvania Railroad                             | 119      | 2252–2370                                   | 2309 et 2310 renumérotés 2250 à 2251, et 2369 et 2370 renumérotés 2309 à 2310; numéros conservés par le Penn Central et la Conrail                                                |
| Reading Company                                   | 37       | 6501–6506, 3626–3656                        | 6501 à 6506 renumérotés 3620 à 3625 ; cédés à la Conrail, numéros 3620 à 3656 |
| Richmond, Fredericksburg and Potomac Railroad     | 8        | 111–118                                     | Renumérotés 131 à 138 |
| Seaboard Air Line Railroad                        | 10       | 535–544                                     | Transférés au Seaboard Coast Line, numéros 1406 à 1415 |
| Ferrocarril Sonora–Baja California                | 2        | 2307–2308                                   | |
| St. Louis – San Francisco Railway                 | 33       | 700–732                                     | Les 725 à 731 ont des bogies type B |
| Soo Line Railroad                                 | 10       | 722–731                                     | Le 722 à des bogies type B |
| Southern Railway                                  | 78       | 240–244                                     | Provenant du Central of Georgia Railway |
| Southern Railway                                  | 78       | 2645–2704, 2526                             | La n°2526 a été reconstruite sur la base d'une GP30 accidentée, les 2645 à 2702 ont des bogies type B                                                                             |
| Southern Railway                                  | 78       | 2705–2715                                   | Provenant du Savannah and Atlanta Railway, bogies type B |
| Southern Railway                                  | 78       | 2641                                        | Provenant du CNO&TP, reconstruite sur la base d'une GP30 accidentée |
| Southern Pacific Company                          | 160      | 7408–7484, 7700–7782                        | Renumérotées 6520 à 6679 ; une partie modifiée en GP35E ou GP35R |
| St. Louis Southwestern Railway                    | 22       | 760–781                                     | Renumérotées 6500 à 6519; Les 780 et 781 prélevées sur une commande du Southern Pacific Company, renumérotés 6680 et 6681                                                         |
| Toledo, Peoria and Western Railway                | 3        | 900–902                                     | Bogies type B ; transférées au Atchison, Topeka and Santa Fe Railway et reconstruites en GP35u avec des bogies ordinaires                                                         |
| Union Pacific Railroad                            | 24       | 740–763                                     | Les 762 et 763 ont les ex-EMD 5652 et 5654, premières GP35 construites pour un set de démonstration GP35–DD35–DD35–GP35 .                                                         |
| Wabash Railroad                                   | 8        | 540–547                                     | Transférées au Norfolk and Western, numéros 3540 à 3547 |
| Western Maryland Railway                          | 5        | 501–505                                     | Renumérotées 3576 à 3580 |
| Western Pacific Railroad                          | 22       | 3001–3022                                   | |